# Étais-la-Sauvin
Étais-la-Sauvin is een gemeente in het Franse departement Yonne (regio Bourgogne-Franche-Comté) en telt 698 inwoners (2008). De plaats maakt deel uit van het arrondissement Auxerre.

## Geografie
De oppervlakte van Étais-la-Sauvin bedraagt 43,5 km², de bevolkingsdichtheid is 16,2 inwoners per km².
De onderstaande kaart toont de ligging van Étais-la-Sauvin met de belangrijkste infrastructuur en aangrenzende gemeenten.

## Demografie
Onderstaande figuur toont het verloop van het inwonertal (bron: INSEE-tellingen).